# پاییز بلند
پاییز بلند فیلمی به کارگردانی منوچهر عسگری نسب و نویسندگی حسن ترابی محصول سال ۱۳۷۲ است.نسخه تلویزیونی این فیلم از شبکه اول در ۸ قسمت پخش شد.

## بازیگران
- فرامرز صدیقی
- سعید پورصمیمی
- علی دهکردی
- مهوش افشارپناه
- ملیحه نیکجومند
- کمند امیرسلیمانی
- فریبرز سمندرپور
- علی رامز
- بهروز بقایی
- اردلان شجاع‌کاوه
- رحیم هودی
- رضا خندان
- جعفر دهقان
- محسن نقیبیان
- سیداسماعیل بختیاری
- محمدقاسم پورستار
- هدایت‌الله نوید
- کامران فیوضات
- احمد بخشی
- علیرضا اسحاقی
- حسن عباسی
- سیروس نقی‌نژاد
- حسین شهاب
- شاهد احمدلو
- ناصر فروغ
- بیژن ظهیرالدین
- زهره صفوی
- فرنگیس امیرطاهری
- محمود بصیری
- احمد بهروزی
- حبیب ثامنیه
- کریم رجبی
- محمدرضا ملکی
- اکبر احمدی
- عبدالله حسینی
- رضا راد
- کامران خلج
- عباس حسنی
- ابوالفضل قاسمیان
- پیرقلی نمازی‌فر
- فرمان درودی مدنی
- رحمت حسنی